# Schopp Károly
Schopp Károly (1927 Január 9.– 1978. március 15.) magyar nemzetközi labdarúgó-játékvezető. Polgári foglalkozása: hajószerkesztési technikus.

## Pályafutása
Fiatal korában a III. ker. TTVE ifjúsági csapatában játszott, de egy súlyos boka sérülés hamar véget vetett karrierjének.
Hogy ne szakadjon el a labdarúgástól, 1948-ban sikeresen letette a játékvezetői vizsgát, 1961-ben lett a legfelső szintű labdarúgó-bajnokság játékvezetői keretének tagja. NB. II-es kerettagsága idején rendszeresen partbíráskodott a magasabb osztályban. A tavaszi bajnoki fordulóban, a Pécsi Dózsa–Csepel (0–1) találkozó irányításával debütált az NB I-ben. 1971-ben, a Haladás–Szeged (1–0) bajnoki találkozó vezetésével búcsúzott a nemzeti játékvezetéstől. Első ligás mérkőzéseinek száma: 79
A Magyar Labdarúgó-szövetség Játékvezető Bizottsága 1963-ban terjesztette fel nemzetközi játékvezetőnek, a Nemzetközi Labdarúgó-szövetség (FIFA) bíróinak keretébe. Ezt a pozícióját 1965-ig sikeresen megőrizte. Több nemzetek közötti válogatott- és klubmérkőzést vezetett.

## Sikerei, díjai
1965-ben az UNESCO-tól Fair-play nemzetközi kitüntetést kapott.